# Lucienne Robillard
Lucienne Robillard, née le 16 juin 1945 à Montréal, est une femme politique canadienne. Elle est récipiendaire, en 2005, de la Médaille de l'Assemblée nationale.

## Biographie

### Jeunesse et études
Lucienne Robillard est titulaire d'un baccalauréat ès arts du collège Basile-Moreau en 1965, d'une maîtrise en service social de l'Université de Montréal en 1967, d'un diplôme en sciences administratives en 1983 et d'une maîtrise en administration des affaires de l'École des hautes études commerciales en 1986.
Elle est clinicienne au Centre hospitalier Maisonneuve-Rosemont de 1967 à 1969 et de 1972 à 1978. Elle voyage en Israël afin de devenir animatrice auprès des jeunes dans un kibboutz de 1969 à 1972. Elle revient par la suite au Québec, où elle est employée du Centre des services sociaux Richelieu de 1978 à 1986. Elle est successivement chef du bureau de Cowansville, chargée de programme des services sociaux en milieu hospitalier, coordonnatrice des relations avec le milieu et chef du service social hospitalier dans cet établissement. De décembre 1986 à août 1989, elle est curatrice publique du Québec. 

### Politique provinciale
Lucienne Robillard fut anciennement députée à l'Assemblée nationale du Québec sous la bannière du Parti libéral du Québec ; élue pour la première fois lors de l'élection générale québécoise de 1989, elle a été ministre des Affaires culturelles et ministre de l'Éducation et de la Science sous Robert Bourassa. Lors de l'élection générale québécoise de 1994, elle est défaite dans sa circonscription de Chambly. Jacques Parizeau, ancien premier ministre du Québec, l'accuse de comploter contre le Parti québécois l'année suivante .

### Premier passage en politique fédérale
Elle a été présidente de l'aile québécoise du Parti libéral du Canada. Du 13 février 1995 au 25 janvier 2008, elle fut députée à la Chambre des communes du Canada, représentant la circonscription québécoise de Westmount—Ville-Marie sous la bannière du Parti libéral du Canada.

### Deuxième passage en politique fédérale
Elle fait le saut en politique fédérale à la faveur d'une élection partielle, se faisant élire à la Chambre des communes du Canada dans la circonscription de Saint-Henri—Westmount en 1995. Au sein du gouvernement de Jean Chrétien, elle occupe plusieurs postes ministériels, dont ministre du Travail, ministre de la Citoyenneté et de l'Immigration, et Présidente du Conseil du Trésor. Sous Paul Martin, elle est ministre de l'Industrie, ministre des Affaires intergouvernementales ainsi que Présidente du Conseil privé.
Après la défaite des libéraux lors de l'élection fédérale canadienne de 2006, elle est nommée chef adjointe de l'Opposition. Elle démissionne de son poste en janvier 2008. Une élection partielle est déclenchée en juillet de la même année, mais l'élection générale du 14 octobre 2008 a débuté avant le vote.